# マラドーナ教

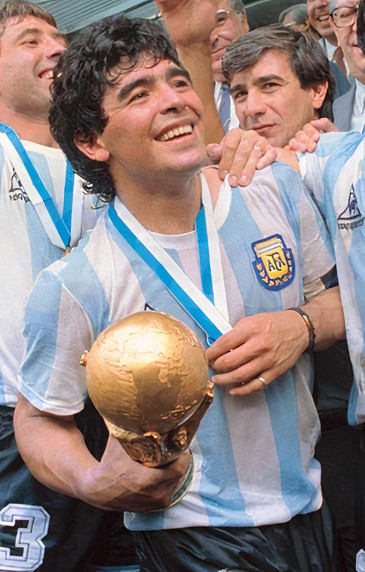
ディエゴ・マラドーナ

マラドーナ教（まらどーなきょう、西：Iglesia Maradoniana、英：Maradonian Church）、もしくはマラドーナ教会（まらどーなきょうかい）とは、アルゼンチンの元サッカー選手で元アルゼンチン代表のディエゴ・マラドーナ、ならびにマラドーナによる美しいサッカーを崇拝する人々によって創設された、マラドーナを神として崇める宗教である。

## 歴史
1998年10月30日、マラドーナの38歳の誕生日にロサリオで誕生し、2001年に最初の会合が開かれた。現在は、世界60カ国以上に10万人を越える信徒がいるとされる。
創設者の一人であるアレシャンドロ・ヴェロンは、「私は理性的な宗教としてカトリックを信仰しているが、一方でディエゴ・マラドーナに対する思い、情熱も信仰しているんだ」と語っており、マラドーナ教はキリスト教とマラドーナに対する崇拝の混合宗教であると言える。その教義には、キリスト教のパロディめいた部分も多く見られる。

## 教義
教義の基本となるのは、マラドーナ教の「十戒」である。「D10S」とは、スペイン語で神を表す単語「Dios」と、マラドーナの背番号「10」をかけたかばん語であり、マラドーナの名前を表す彼らの神聖四文字である。

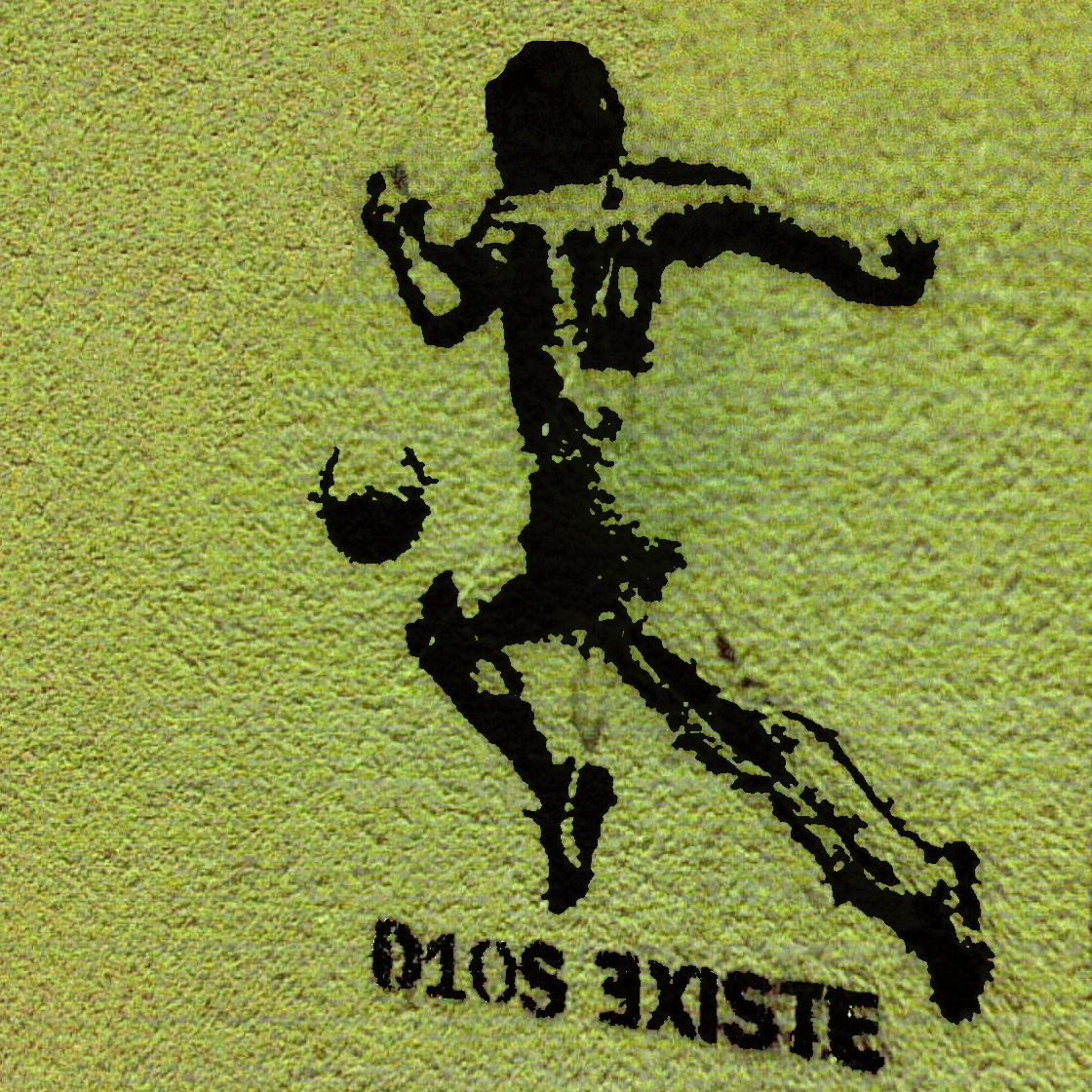
信者が書いたマラドーナと「D10S ƎXISTE」の落書き

1. D10Sが仰ったとおり、汝はボールを汚してはならない。
2. 何よりもフットボールを愛せ。
3. フットボールに対する無償の愛を宣言せよ。
4. アルゼンチンのユニフォームを守り、称えよ。
5. D10Sの言葉を全世界に広めよ。
6. D10Sの言葉と、彼の聖なる衣装が祭られた聖堂を祈れ。
7. 一つのクラブの名においてD10Sの名を語ってはならない。
8. 常にマラドーナ教の教えに従え。
9. 汝の息子のミドルネームにディエゴと名づけろ。
10. 激昂してはならない。それは汝の歩みを亀の如くにする。

十戒の1は、マラドーナの著書『Yo soy el Diego de la gente』（直訳すると『私はみんなのディエゴ』、日本では幻冬舎から『マラドーナ自伝』として出版されている。これはマラドーナ教の聖書である）に記された「私は多くの過ちを犯したが、フットボールを汚したことだけはない」という言葉に由来する。

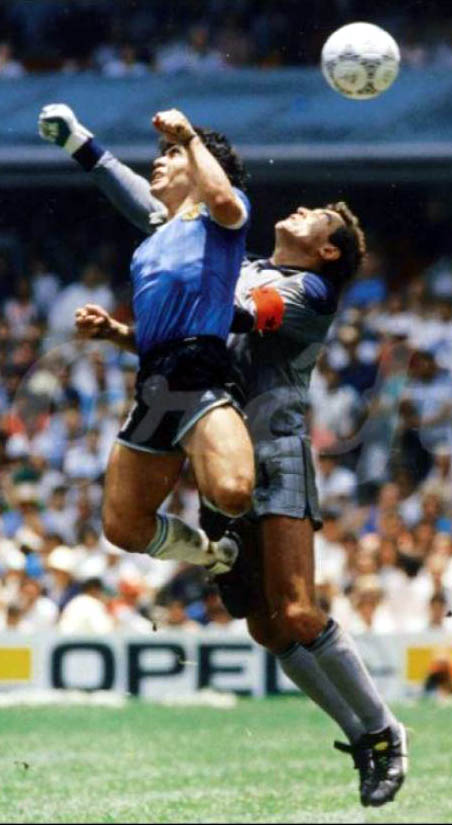
神の手ゴール

マラドーナ教の洗礼は、吊るされたサッカーボールを左手で叩く儀式によって行なわれる。これは1986 FIFAワールドカップの準決勝でマラドーナが見せた神の手ゴールを再現したものである。礼拝ではマラドーナのポスターや像の周りに輪となり、「ディエゴ、ディエゴ」と合唱してマラドーナへの崇拝を示す。また、礼拝の際に唱えられる文句は、キリスト教の祈りの文句のパロディである。
彼らはマラドーナの生誕年である1960年を「ディエゴ暦」元年としており、2014年はディエゴ暦55年にあたる。マラドーナの誕生日である10月30日はマラドーナ教のクリスマスであり、ロサリオにある総本山「”神の手”教会」では、「メリー・マラドーナ!」の挨拶と共に毎年盛大なセレモニーが行なわれる。「神の手」ゴールが生まれた日である6月22日は、マラドーナ教のイースターであり、やはり盛大に祝われる。
マラドーナ教において、イングランドのサッカー選手たちは異端の信徒とみなされる。特に、2002 FIFAワールドカップにおいて、ダイブによるPK（とマラドーナ教の信者が信じる）でアルゼンチン代表を破ったデビッド・ベッカムは、マラドーナ教における悪魔として罵倒の対象になっている。